# La Repubblica di un solo giorno
 La Repubblica di un solo giorno  (2011) è un romanzo di Ugo Riccarelli. Il romanzo è nato da una collaborazione con Marco Baliani per essere rappresentato in teatro in occasione del 150º anniversario dell'Unità d'Italia.

## Trama
Nel 1848 viene proclamata la Repubblica romana dopo la fuga di Pio IX. Mentre l'assemblea costituente lavora alla carta costituzionale, la città si prepara a difendersi dalle truppe francesi, scese in difesa del Papa.
Da Milano arrivano Ranieri, Aurelio e Cristina a sostenere e difendere la neonata Repubblica. Alle loro vicende e alla storia della Repubblica s'intrecciano le vite di Lucio, capo di una banda di ragazzini e della prostituta Maddalena.
Mentre l'assedio dei francesi, guidati dal generale Nicolas Charles Victor Oudinot, è sempre più serrato, la costituzione prende forma. La Repubblica cade e la Costituzione della Repubblica Romana durerà solo un giorno ma diventerà il modello per la costituzione italiana e per le costituzioni di altri paesi occidentali.